# Utricularia holtzei
Utricularia holtzei — вид рослин із родини пухирникових (Lentibulariaceae).

## Біоморфологічна характеристика
Вид з невеликим білим цвітом. Нижня губа віночка має п'ять глибоко розділених часток, закруглених на кінцівках. Трохи піднятий хребет обрамляє центр квітки. Отвір і нижня сторона квітки помаранчеві. Квіти різноманітні за розміром навіть в одній популяції.

## Середовище проживання
Цей вид є ендеміком Австралії, де він зустрічається в трьох районах Північної території, в регіоні навколо міста Хампті-Ду, прибережному заповіднику Шол-Бей і півострові Кобург.
Цей вид зустрічається в гільгай — сезонних пониженнях в природних хвилястих ландшафтах і іноді в порушених районах, таких як піщані шахти, росте у воді над піском.

## Використання
Цей вид культивується невеликою кількістю ентузіастів роду, комерційна торгівля незначна.